# 마리아로사 델라 코스타
마리오로사 델라 코스타(Mariarosa Dalla Costa, 1943년 ~ )는 이탈리아의 자율주의 페미니스트이다. 가사를 자본의 기능에 필요한 재생산노동으로 규정함으로써 '가사노동 논쟁'을 일으킨 저서 '여성 권력과 공동체의 전복'(The Power of Women and the Subversion of the Community, 1972년)의 공동 저자로 유명하다.